# コパ・リベルタドーレス
コパ・リベルタドーレス・デ・アメリカ（Copa Libertadores de América、伯: Taça Libertadores da America）は、南米サッカー連盟（CONMEBOL）が主催する、クラブチームによるサッカーの大陸選手権大会である。正式名称はCONMEBOLリベルタドーレス（西: CONMEBOL Libertadores）。

## 概要
南米サッカー連盟に加盟する10カ国の国内リーグ戦の上位チーム（国によって選出の仕方が異なる場合もある）によって行われる、南米大陸のクラブ王者を決定するカップ戦である（1998年以降、南米サッカー連盟の招きでメキシコのチームも本大会に出場するようになったが、2017年以降は国内リーグの日程との関係で出場していない）。第1回大会の1960年大会以降数々の名勝負を生み、現在、南米におけるクラブレベルの大会としては最も権威のある大会として認識されている。またサッカー強豪国の国内リーグの覇者が多数集まることから、UEFAチャンピオンズリーグに次いで世界レベルの名選手や次世代のスター候補選手が多く出場することでも知られており、プレーレベルの高い大会として世界中から注目を集める大会となっている。
2024年現在、優勝チームにはFIFAクラブワールドカップ（旧トヨタカップ）への出場権が与えられるほか、毎年12月に行われるFIFAインターコンチネンタルカップの出場権も手にする。

## 大会の名称
「リベルタドーレス（Libertadores、解放者の意）」とは19世紀のラテンアメリカ諸国における独立運動の指導者を指すスペイン語であり、南米諸国の独立運動の指導者たちと国民の歴史に対する敬意が込められている。
なお、1998年から2007年まではトヨタ自動車、2008年から2012年まではスペインのサンタンデール銀行が冠スポンサーを務めてきたため、大会の正式名称は「コパ・トヨタ・リベルタドーレス」、「コパ・サンタンデール・リベルタドーレス」と変遷し、2013年から2017年はブリヂストンが冠スポンサーを務め、正式名称も「コパ・ブリヂストン・リベルタドーレス」となっていた。

## 歴史
1948年に南米最強クラブを決めるための大会（カンペオナート・スダメリカーノ・デ・カンペオネス）が開かれたものの、交通手段や各国のスケジュールなどの問題などもあり定期的に開催されるまでにいたらなかった。その後欧州でチャンピオンズカップが開催されたこと、欧州側から大陸間でのチャンピオン同士の対抗戦を開こうという提案もあり、1960年から定期的に開催されることになった。当初は各国1チームの参加であったが、66年から各国2チームずつに参加チームを増やし大会の規模も大きくなった。それとともに南米最強クラブを決める大会として定着していった。
コパ・リベルタドーレス2017には、前回大会優勝チーム、前年のコパ・スダメリカーナ優勝チーム、ブラジルから7チーム、アルゼンチンから6チーム、ボリビア、チリ、コロンビア、エクアドル、パラグアイ、ペルー、ウルグアイ、ベネズエラから4チームの合計47チームが参加した。
1998年から2016年まで、CONCACAFに加盟しているメキシコ・リーグの上位クラブが招待出場していた。この間、メキシコのクラブが優勝した場合はトヨタカップやFIFAクラブワールドカップの南米代表としての出場権は与えられず、その次に成績の良かったCONMEBOL加盟国のクラブが繰り上げとなるレギュレーションであったが、メキシコのクラブが優勝することは無かった。

## 開催方式
本大会は、開催前年度の各国大会の上位チームに参加資格が与えられる。例えば、2019年大会の参加資格は、主に2018年シーズンの結果によって与えられる（アルゼンチンのみ、ヨーロッパ型の年を跨ぐシーズンであるため、2017-18シーズンの結果による。また、ブラジル、アルゼンチン、コロンビア、チリは国内カップ戦の勝者にも出場権が与えられる）。
開催時期は、参加チーム数の拡大により、ほぼ通年（1月～11、12月）であり、並行して開催される同じく南米サッカー連盟主催のコパ・スダメリカーナには、コパ・リベルタドーレスの予選3回戦とグループステージの敗退チームの一部が予選2回戦から出場する（なお、2011年より前年度のスダメリカーナでの優勝クラブもリベルタドーレスに出場できるようになった）。
大会ではグループリーグとトーナメント方式によって進行する。従来は、決勝を含め全試合ホーム・アンド・アウェー方式であったが、2019年大会からは決勝のみUEFAチャンピオンズリーグ決勝同様、中立地一発勝負（同点の場合は延長戦、PK戦を実施）で行われる。ホーム・アンド・アウェー方式におけるアウェーゴールルールは（1988年度の1大会と）2005年以降の大会より採用されており（ただし、決勝戦での適用は2007年まで）、アウェーゴール数も並んだ場合は、延長戦を行わず、PK戦で決着をつける。また、1962年～1987年は、2試合の合計勝ち点で勝利チームを決めており、1勝1敗か2引き分けの場合は中立地での3試合目を行っていた（3試合目が引き分けの場合は、得失点差か抽選で勝者を決定）。
1987年以前は前回大会の優勝チームは、準決勝に相当するラウンドまでシードされていたため、連覇を達成しやすい形式となっていた。

### 出場枠数の変遷
1965年以前は各国1チーム＋前回大会優勝チームの最大11チーム、1966年～1999年は各国（メキシコからの招待は1998年以降）2チームずつ＋前回大会優勝チームの最大23チームであった。（不出場の協会・連盟があり、出場チームが少ない年度もあった。）
|                                | 2000- 2003 | 2004 | 2005- 2016 | 2017- |
| ------------------------------ | ---------- | ---- | ---------- | ----- |
| 前回大会覇者                   | 1          | 1    | 1          | 1     |
| 前年のコパ・スダメリカーナ覇者 | -          | -    | -          | 1     |
| アルゼンチン                   | 4          | 4    | 5          | 6     |
| ボリビア                       | 3          | 3    | 3          | 4     |
| ブラジル                       | 4          | 5    | 5          | 7     |
| チリ                           | 3          | 3    | 3          | 4     |
| コロンビア                     | 3          | 3    | 3          | 4     |
| エクアドル                     | 3          | 3    | 3          | 4     |
| パラグアイ                     | 3          | 3    | 3          | 4     |
| ペルー                         | 3          | 3    | 3          | 4     |
| ウルグアイ                     | 3          | 3    | 3          | 4     |
| ベネズエラ                     | 2          | 3    | 3          | 4     |
| メキシコ(CONCACAF)             | 2          | 2    | 3          | -     |
| 合計                           | 34         | 36   | 38         | 47    |

2009年大会では新型インフルエンザの世界的流行の影響により、メキシコでの試合開催が不可能となり、メキシコの2チームが決勝トーナメント出場を辞退した。2010年大会では、当該2チームは通常の出場枠とは別に招待されたため、計40チームが出場した。
前年のコパ・スダメリカーナ覇者は、2011年大会より出場できるようになったが、2016年大会までは、各国の出場枠の1つとして出場していた。

### 現行の開催方式
前回大会覇者、前年のコパ・スダメリカーナ覇者、各国のシーズン優勝クラブ（アペルトゥーラとクラウスーラのステージごとに優勝クラブを決めるボリビア、コロンビア、パラグアイはそれぞれの優勝クラブ）、ブラジル、アルゼンチン、チリ、コロンビアの国内カップ戦、アルゼンチンのリーグカップ戦の優勝クラブのほか、シーズン成績上位クラブが出場する。

#### 1回戦
ボリビア、エクアドル、パラグアイ、ペルー、ウルグアイ、ベネズエラから1チームずつ、計6チームがホームアンドアウェー形式で対戦し、勝者3チームが2回戦に進出する。

#### 2回戦
1回戦の勝者3チーム、ブラジル、チリ、コロンビアから2チームずつ、アルゼンチン、ボリビア、エクアドル、パラグアイ、ペルー、ウルグアイ、ベネズエラから1チームずつ、計16チームがホームアンドアウェー形式で対戦し、勝者8チームが3回戦に進出する。

#### 3回戦
2回戦の勝者8チームがホームアンドアウェー形式で対戦し、勝者4チームがグループステージに進出する。敗者4チームのうち、3回戦の成績上位2チームは同じ年度のコパ・スダメリカーナの予選2回戦に出場する。

#### グループステージ
前回大会覇者、前年度のコパ・スダメリカーナ覇者、3回戦の勝者4チーム、アルゼンチン、ブラジルから5チームずつ、その他の国から2チームずつ、計32チームが、4チームずつ、8つのグループに分かれてホームアンドアウェー形式のリーグ戦を戦う。各組1位と2位の計16チームが決勝トーナメントに進出する。各組3位の8チームは同じ年度のコパ・スダメリカーナの予選2回戦に出場する。

#### 決勝トーナメント
準決勝まではホームアンドアウェー形式で対戦する。決勝戦のみ、予め選定された中立地での1試合勝負で行い、優勝チームを決定する。

### 過去の開催方式

#### 2005年～2016年
予選には、メキシコを含む参加11カ国から1チームずつに加え、前回大会覇者が所属する国から更に1チームの計12チームが参加する。ホームアンドアウェー形式での対戦の勝者がグループステージに進出する。
グループステージには、予選の勝者6チーム、前回大会覇者のほか、アルゼンチンとブラジルから4チームずつ、その他の9カ国から2チームずつ（ただし、前回大会覇者が所属する国の1チームは予選に出場するため、1チーム少なくなる）の計32チームが参加する。4チームずつ8つのグループに分かれて、ホームアンドアウェー形式のリーグ戦を戦い、各組上位2チームずつ、計16チームが決勝トーナメントに進出する。
決勝トーナメントは決勝を含め、全てホームアンドアウェー形式で対戦し、優勝チームを決定する。2010年のみ、メキシコから追加で招待された2チームが決勝トーナメントから出場したため、グループステージからの進出チームが14チームとなった。

#### 2004年
グループステージには、前回大会覇者、ブラジルから5チーム、アルゼンチンから4チーム、メキシコから2チーム、その他の8カ国から3チームずつの計36チームが参加する。4チームずつ9つのグループに分かれて、ホームアンドアウェー形式のリーグ戦を戦い、各組1位の9チームと2位のうち成績上位の5チーム、成績下位の4チームによるプレーオフの勝者2チームの計16チームが決勝トーナメントに進出する。
決勝トーナメントは決勝を含め、全てホームアンドアウェー形式で対戦し、優勝チームを決定する。

#### 2000年～2003年
予備予選で、ベネズエラとメキシコの2チームずつ、計4チームがホームアンドアウェー形式のリーグ戦で対戦し、上位2チームがグループステージに進出する。
グループステージには、予備予選の勝者2チーム、前回大会覇者、アルゼンチンとブラジルから4チームずつ、その他の7カ国（ベネズエラとメキシコ以外）から3チームずつが参加する。4チームずつ8つのグループに分かれて、ホームアンドアウェー形式のリーグ戦を戦い、各組上位2チームずつ、計16チームが決勝トーナメントに進出する。
決勝トーナメントは決勝を含め、全てホームアンドアウェー形式で対戦し、優勝チームを決定する。

#### 1989年～1999年
グループステージでは、参加10カ国を2カ国ずつ5組に分け、各国2チームずつ、計4チームを1つのグループとする。5つのグループごとにホームアンドアウェー形式のリーグ戦を戦い、各組上位3チームずつ計15チームが決勝トーナメントに進出する。1998年以降は、メキシコの2チームも参加するため、予備予選でベネズエラの2チームと対戦し、勝者2チームのみが、グループステージに参加できる。
決勝トーナメントには、グループステージ通過チームと前回大会覇者の計16チームが出場する。決勝を含め、全てホームアンドアウェー形式で対戦し、優勝チームを決定する。1992年大会のみ、前回大会覇者が商業的理由から、自発的にグループステージから出場した。

#### 1988年以前
- 各国から2チームずつが出場するようになった1966年以降、グループステージに出場する同じ国からの出場チームは、必ず同じグループに配置されていた。
- 1987年以前は、上記の通り、勝ち点が並んだ場合は、原則として、1試合のプレーオフが行われた（異なる国のチーム同士が並んだケースなどで例外あり）。
- 1962年～1987年の間、前回大会覇者は準決勝に相当するラウンドから出場していた（例：グループステージの勝者5チームと前回大会覇者の計6チームを3チームずつ、2つのグループに分け、1位のチームが決勝に進出(1971年～1987年)）。
- 1988年大会では、グループステージからの勝ち残り5チームと前回大会覇者の計6チームが準々決勝を戦い、勝利した3チームに加え、敗れたチームの中で成績最上位のチームが敗者復活し、準決勝に進出した（敗者復活したチームは準決勝を突破したが、決勝で敗れた）。

## 結果
| 年度 | 優勝                           | 結果                             | 準優勝                             | 会場 |
| ---- | ------------------------------ | -------------------------------- | ---------------------------------- | --- |
| 1960 | ペニャロール                   | 1 - 0 1 - 1                      | オリンピア                         | センテナリオ（モンテビデオ） ディフェンソーレス・デル・チャコ（アスンシオン）                                                  |
| 1961 | ペニャロール                   | 1 - 0 1 - 1                      | パルメイラス                       | センテナリオ（モンテビデオ） パカエンブー（サンパウロ）                                                                        |
| 1962 | サントス                       | 1 - 2 3 - 2 3 - 0                | ペニャロール                       | センテナリオ（モンテビデオ） ヴィラ・ベルミーロ（サントス） エル・モヌメンタル（ブエノスアイレス）                             |
| 1963 | サントス                       | 3 - 2 2 - 1                      | ボカ・ジュニアーズ                 | マラカナン（リオデジャネイロ） ラ・ボンボネーラ（ブエノスアイレス）                                                            |
| 1964 | インデペンディエンテ           | 0 - 0 1 - 0                      | ナシオナル                         | センテナリオ（モンテビデオ） ラ・ドブレ・ビセーラ（アベジャネーダ）                                                            |
| 1965 | インデペンディエンテ           | 1 - 0 1 - 3 4 - 1                | ペニャロール                       | ラ・ドブレ・ビセーラ（アベジャネーダ） センテナリオ（モンテビデオ） ナシオナル（サンティアゴ）                                 |
| 1966 | ペニャロール                   | 2 - 0 2 - 3 4 - 2 aet            | リーベル・プレート                 | センテナリオ（モンテビデオ） エル・モヌメンタル（ブエノスアイレス） ナシオナル（サンティアゴ）                                 |
| 1967 | ラシン                         | 0 - 0 2 - 1                      | ナシオナル                         | フアン・ドミンゴ・ペロン（アベジャネーダ） センテナリオ（モンテビデオ） ナシオナル（サンティアゴ）                             |
| 1968 | エストゥディアンテス           | 2 - 1 1 - 3 2 - 0                | パルメイラス                       | ホルヘ・ルイス・イルスチ（ラプラタ） パカエンブー（サンパウロ） センテナリオ（モンテビデオ）                                   |
| 1969 | エストゥディアンテス           | 1 - 0 2 - 0                      | ナシオナル                         | センテナリオ（モンテビデオ） ホルヘ・ルイス・イルスチ（ラプラタ）                                                              |
| 1970 | エストゥディアンテス           | 1 - 0 0 - 0                      | ペニャロール                       | ホルヘ・ルイス・イルスチ（ラプラタ） センテナリオ（モンテビデオ）                                                              |
| 1971 | ナシオナル                     | 0 - 1 1 - 0 2 - 0                | エストゥディアンテス               | ホルヘ・ルイス・イルスチ（ラプラタ） センテナリオ（モンテビデオ） ナシオナル（リマ）                                           |
| 1972 | インデペンディエンテ           | 0 - 0 2 - 1                      | ウニベルシタリオ                   | ナシオナル（リマ） ラ・ドブレ・ビセーラ（アベジャネーダ）                                                                      |
| 1973 | インデペンディエンテ           | 1 - 1 0 - 0 2 - 1 aet            | コロコロ                           | ラ・ドブレ・ビセーラ（アベジャネーダ） ナシオナル（サンティアゴ） センテナリオ（モンテビデオ）                                 |
| 1974 | インデペンディエンテ           | 1 - 2 2 - 0 1 - 0                | サンパウロ                         | パカエンブー（サンパウロ） ラ・ドブレ・ビセーラ（アベジャネーダ） ナシオナル（サンティアゴ）                                   |
| 1975 | インデペンディエンテ           | 0 - 1 3 - 1 2 - 0                | ウニオン・エスパニョーラ           | ナシオナル（サンティアゴ） ラ・ドブレ・ビセーラ（アベジャネーダ） ディフェンソーレス・デル・チャコ（アスンシオン）             |
| 1976 | クルゼイロ                     | 4 - 1 1 - 2 3 - 2                | リーベル・プレート                 | ミネイロン（ベロオリゾンテ） エル・モヌメンタル（ブエノスアイレス） ナシオナル（サンティアゴ）                                 |
| 1977 | ボカ・ジュニアーズ             | 1 - 0 0 - 1 0 - 0 aet (PK 5 - 4) | クルゼイロ                         | ラ・ボンボネーラ（ブエノスアイレス） ミネイロン（ベロオリゾンテ） センテナリオ（モンテビデオ）                                 |
| 1978 | ボカ・ジュニアーズ             | 0 - 0 4 - 0                      | デポルティーボ・カリ               | オリンピコ・パスカル・ゲレーロ（カリ） ラ・ボンボネーラ（ブエノスアイレス）                                                    |
| 1979 | オリンピア                     | 2 - 0 0 - 0                      | ボカ・ジュニアーズ                 | ディフェンソーレス・デル・チャコ（アスンシオン） ラ・ボンボネーラ（ブエノスアイレス）                                          |
| 1980 | ナシオナル                     | 0 - 0 1 - 0                      | インテルナシオナル                 | ベイラ＝リオ（ポルト・アレグレ） センテナリオ（モンテビデオ）                                                                  |
| 1981 | フラメンゴ                     | 2 - 1 0 - 1 2 - 0                | コブレロア                         | マラカナン（リオデジャネイロ） ナシオナル（サンティアゴ） センテナリオ（モンテビデオ）                                         |
| 1982 | ペニャロール                   | 0 - 0 1 - 0                      | コブレロア                         | センテナリオ（モンテビデオ） ナシオナル（サンティアゴ）                                                                        |
| 1983 | グレミオ                       | 1 - 1 2 - 1                      | ペニャロール                       | センテナリオ（モンテビデオ） オリンピコ・モヌメンタル（ポルト・アレグレ）                                                      |
| 1984 | インデペンディエンテ           | 1 - 0 0 - 0                      | グレミオ                           | ラ・ドブレ・ビセーラ（アベジャネーダ） オリンピコ・モヌメンタル（ポルト・アレグレ）                                            |
| 1985 | アルヘンティノス・ジュニアーズ | 1 - 0 0 - 1 1 - 1 aet (PK 5 - 4) | アメリカ・デ・カリ                 | エル・モヌメンタル（ブエノスアイレス） オリンピコ・パスカル・ゲレーロ（カリ） ディフェンソーレス・デル・チャコ（アスンシオン） |
| 1986 | リーベル・プレート             | 2 - 1 1 - 0                      | アメリカ・デ・カリ                 | オリンピコ・パスカル・ゲレーロ（カリ） エル・モヌメンタル（ブエノスアイレス）                                                  |
| 1987 | ペニャロール                   | 0 - 2 2 - 1 1 - 0 aet            | アメリカ・デ・カリ                 | オリンピコ・パスカル・ゲレーロ（カリ） センテナリオ（モンテビデオ） ナシオナル（サンティアゴ）                                 |
| 1988 | ナシオナル                     | 0 - 1 3 - 0 aet                  | ニューウェルズ・オールドボーイズ   | マルセロ・ビエルサ（ロサリオ） センテナリオ（モンテビデオ）                                                                    |
| 1989 | アトレティコ・ナシオナル       | 2 - 0 0 - 2 (PK 5 - 4)           | オリンピア                         | ディフェンソーレス・デル・チャコ（アスンシオン） エル・カンピン（ボゴタ）                                                      |
| 1990 | オリンピア                     | 2 - 0 1 - 1                      | バルセロナ                         | ディフェンソーレス・デル・チャコ（アスンシオン） モヌメンタル・イシドロ・ロメロ・カルボ（グアヤキル）                          |
| 1991 | コロコロ                       | 0 - 0 3 - 0                      | オリンピア                         | ディフェンソーレス・デル・チャコ（アスンシオン） モヌメンタル・ダビド・アレジャノ（サンティアゴ）                              |
| 1992 | サンパウロ                     | 0 - 1 1 - 0 (PK 3 - 2)           | ニューウェルズ・オールドボーイズ   | マルセロ・ビエルサ（ロサリオ） モルンビー（サンパウロ）                                                                        |
| 1993 | サンパウロ                     | 5 - 1 0 - 2                      | ウニベルシダ・カトリカ             | モルンビー（サンパウロ） ナシオナル（サンティアゴ）                                                                            |
| 1994 | ベレス・サルスフィエルド       | 1 - 0 0 - 1 (PK 5 - 3)           | サンパウロ                         | ホセ・アマルフィターニ（ブエノスアイレス） モルンビー（サンパウロ）                                                            |
| 1995 | グレミオ                       | 3 - 1 1 - 1                      | アトレティコ・ナシオナル           | オリンピコ・モヌメンタル（ポルト・アレグレ） アタナシオ・ヒラルド（メデジン）                                                  |
| 1996 | リーベル・プレート             | 0 - 1 2 - 0                      | アメリカ・デ・カリ                 | オリンピコ・パスカル・ゲレーロ（カリ） エル・モヌメンタル（ブエノスアイレス）                                                  |
| 1997 | クルゼイロ                     | 0 - 0 1 - 0                      | スポルティング・クリスタル         | ナシオナル（リマ） ミネイロン（ベロオリゾンテ）                                                                                |
| 1998 | ヴァスコ・ダ・ガマ             | 2 - 0 2 - 1                      | バルセロナ                         | サン・ジャヌアリオ（リオデジャネイロ） モヌメンタル・イシドロ・ロメロ・カルボ（グアヤキル）                                    |
| 1999 | パルメイラス                   | 0 - 1 2 - 1 (PK 4 - 3)           | デポルティーボ・カリ               | オリンピコ・パスカル・ゲレーロ（カリ） パレストラ・イタリア（サンパウロ）                                                      |
| 2000 | ボカ・ジュニアーズ             | 2 - 2 0 - 0 (PK 4 - 3)           | パルメイラス                       | ラ・ボンボネーラ（ブエノスアイレス） モルンビー（サンパウロ）                                                                  |
| 2001 | ボカ・ジュニアーズ             | 1 - 0 0 - 1 (PK 3 - 1)           | クルス・アスル                     | アステカ（メキシコシティ） ラ・ボンボネーラ（ブエノスアイレス）                                                                |
| 2002 | オリンピア                     | 0 - 1 2 - 1 (PK 4 - 2)           | サンカエターノ                     | ディフェンソーレス・デル・チャコ（アスンシオン） パカエンブー（サンパウロ）                                                    |
| 2003 | ボカ・ジュニアーズ             | 2 - 0 3 - 1                      | サントス                           | ラ・ボンボネーラ（ブエノスアイレス） モルンビー（サンパウロ）                                                                  |
| 2004 | オンセ・カルダス               | 0 - 0 1 - 1 (PK 2 - 0)           | ボカ・ジュニアーズ                 | ラ・ボンボネーラ（ブエノスアイレス） パログランデ（マニサレス）                                                                |
| 2005 | サンパウロ                     | 1 - 1 4 - 0                      | アトレチコ・パラナエンセ           | ベイラ＝リオ（ポルト・アレグレ） モルンビー（サンパウロ）                                                                      |
| 2006 | インテルナシオナル             | 2 - 1 2 - 2                      | サンパウロ                         | モルンビー（サンパウロ） ベイラ＝リオ（ポルト・アレグレ）                                                                      |
| 2007 | ボカ・ジュニアーズ             | 3 - 0 2 - 0                      | グレミオ                           | ラ・ボンボネーラ（ブエノスアイレス） オリンピコ・モヌメンタル（ポルト・アレグレ）                                              |
| 2008 | LDUキト                        | 4 - 2 1 - 3 aet (PK 3 - 1)       | フルミネンセ                       | ロドリゴ・パス・デルガド（キト） マラカナン（リオデジャネイロ）                                                                |
| 2009 | エストゥディアンテス           | 0 - 0 2 - 1                      | クルゼイロ                         | シウダ・デ・ラ・プラタ（ラプラタ） ミネイロン（ベロオリゾンテ）                                                                |
| 2010 | インテルナシオナル             | 2 - 1 3 - 2                      | グアダラハラ                       | オムニライフ（グアダラハラ） ベイラ＝リオ（ポルト・アレグレ）                                                                  |
| 2011 | サントス                       | 0 - 0 2 - 1                      | ペニャロール                       | センテナリオ（モンテビデオ） パカエンブー（サンパウロ）                                                                        |
| 2012 | コリンチャンス                 | 1 - 1 2 - 0                      | ボカ・ジュニアーズ                 | ラ・ボンボネーラ（ブエノスアイレス） パカエンブー（サンパウロ）                                                                |
| 2013 | アトレチコ・ミネイロ           | 0 - 2 2 - 0 aet (PK 4 - 3)       | オリンピア                         | ディフェンソーレス・デル・チャコ（アスンシオン） ミネイロン（ベロオリゾンテ）                                                  |
| 2014 | サン・ロレンソ                 | 1 - 1 1 - 0                      | ナシオナル                         | ディフェンソーレス・デル・チャコ（アスンシオン） ペドロ・ビデガイン（ブエノスアイレス）                                        |
| 2015 | リーベル・プレート             | 0 - 0 3 - 0                      | UANLティグレス                     | ウニベルシタリオ（モンテレイ） エル・モヌメンタル（ブエノスアイレス）                                                          |
| 2016 | アトレティコ・ナシオナル       | 1 - 1 1 - 0                      | インデペンディエンテ・デル・バジェ | オリンピコ・アタウアルパ（キト） アタナシオ・ヒラルド（メデジン）                                                              |
| 2017 | グレミオ                       | 1 - 0 2 - 1                      | ラヌース                           | アレーナ・ド・グレミオ（ポルト・アレグレ） シウダ・デ・ラヌース（ラヌース）                                                    |
| 2018 | リーベル・プレート             | 2 - 2 3 - 1                      | ボカ・ジュニアーズ                 | ラ・ボンボネーラ（ブエノスアイレス） サンティアゴ・ベルナベウ（マドリード）                                                    |
| 2019 | フラメンゴ                     | 2 - 1                            | リーベル・プレート                 | モヌメンタル（リマ） |
| 2020 | パルメイラス                   | 1 - 0                            | サントス                           | マラカナン（リオデジャネイロ）                                                                                                 |
| 2021 | パルメイラス                   | 2 - 1 aet                        | フラメンゴ                         | センテナリオ（モンテビデオ）                                                                                                   |
| 2022 | フラメンゴ                     | 1 - 0                            | アトレチコ・パラナエンセ           | モヌメンタル・イシドロ・ロメロ・カルボ (グアヤキル)                                                                            |
| 2023 | フルミネンセ                   | 2 - 1 aet                        | ボカ・ジュニアーズ                 | マラカナン（リオデジャネイロ）                                                                                                 |
| 2024 | ボタフォゴ                     | 3 - 1                            | アトレチコ・ミネイロ               | エル・モヌメンタル（ブエノスアイレス）                                                                                         |

## 統計

### クラブ別成績
| クラブ名                           | 優 | 準 | 優勝年度                           | 準優勝年度                    |
| ---------------------------------- | -- | -- | ---------------------------------- | ----------------------------- |
| インデペンディエンテ               | 7  | 0  | 1964,1965,1972,1973,1974,1975,1984 |                               |
| ボカ・ジュニアーズ                 | 6  | 6  | 1977,1978,2000,2001,2003,2007      | 1963,1979,2004,2012,2018,2023 |
| ペニャロール                       | 5  | 5  | 1960,1961,1966,1982,1987           | 1962,1965,1970,1983,2011      |
| リーベル・プレート                 | 4  | 3  | 1986,1996,2015,2018                | 1966,1976,2019                |
| エストゥディアンテス               | 4  | 1  | 1968,1969,1970,2009                | 1971                          |
| オリンピア                         | 3  | 4  | 1979,1990,2002                     | 1960,1989,1991,2013           |
| ナシオナル                         | 3  | 3  | 1971,1980,1988                     | 1964,1967,1969                |
| サンパウロ                         | 3  | 3  | 1992,1993,2005                     | 1974,1994,2006                |
| パルメイラス                       | 3  | 3  | 1999,2020,2021                     | 1961,1968,2000                |
| サントス                           | 3  | 2  | 1962,1963,2011                     | 2003,2020                     |
| グレミオ                           | 3  | 2  | 1983,1995,2017                     | 1984,2007                     |
| フラメンゴ                         | 3  | 1  | 1981,2019,2022                     | 2021                          |
| クルゼイロ                         | 2  | 2  | 1976,1997                          | 1977,2009                     |
| インテルナシオナル                 | 2  | 1  | 2006,2010                          | 1980                          |
| アトレティコ・ナシオナル           | 2  | 1  | 1989,2016                          | 1995                          |
| コロコロ                           | 1  | 1  | 1991                               | 1973                          |
| アトレチコ・ミネイロ               | 1  | 1  | 2013                               | 2024                          |
| フルミネンセ                       | 1  | 1  | 2023                               | 2008                          |
| ラシン                             | 1  | 0  | 1967                               |                               |
| アルヘンティノス・ジュニアーズ     | 1  | 0  | 1985                               |                               |
| ベレス・サルスフィエルド           | 1  | 0  | 1994                               |                               |
| ヴァスコ・ダ・ガマ                 | 1  | 0  | 1998                               |                               |
| オンセ・カルダス                   | 1  | 0  | 2004                               |                               |
| LDUキト                            | 1  | 0  | 2008                               |                               |
| コリンチャンス                     | 1  | 0  | 2012                               |                               |
| サン・ロレンソ                     | 1  | 0  | 2014                               |                               |
| ボタフォゴ                         | 1  | 0  | 2024                               |                               |
| アメリカ・デ・カリ                 | 0  | 4  |                                    | 1985,1986,1987,1996           |
| コブレロア                         | 0  | 2  |                                    | 1981,1982                     |
| ニューウェルズ・オールドボーイズ   | 0  | 2  |                                    | 1988,1992                     |
| バルセロナ                         | 0  | 2  |                                    | 1990,1998                     |
| デポルティーボ・カリ               | 0  | 2  |                                    | 1978,1999                     |
| アトレチコ・パラナエンセ           | 0  | 2  |                                    | 2005,2022                     |
| ウニベルシタリオ                   | 0  | 1  |                                    | 1972                          |
| ウニオン・エスパニョーラ           | 0  | 1  |                                    | 1975                          |
| ウニベルシダ・カトリカ             | 0  | 1  |                                    | 1993                          |
| スポルティング・クリスタル         | 0  | 1  |                                    | 1997                          |
| クルス・アスル                     | 0  | 1  |                                    | 2001                          |
| サンカエターノ                     | 0  | 1  |                                    | 2002                          |
| グアダラハラ                       | 0  | 1  |                                    | 2010                          |
| ナシオナル                         | 0  | 1  |                                    | 2014                          |
| UANLティグレス                     | 0  | 1  |                                    | 2015                          |
| インデペンディエンテ・デル・バジェ | 0  | 1  |                                    | 2016                          |
| ラヌース                           | 0  | 1  |                                    | 2017                          |

### クラブ所在国別成績
| 国・地域名   | 優 | 準 |
| ------------ | -- | -- |
| アルゼンチン | 25 | 13 |
| ブラジル     | 24 | 19 |
| ウルグアイ   | 8  | 8  |
| コロンビア   | 3  | 7  |
| パラグアイ   | 3  | 5  |
| チリ         | 1  | 5  |
| エクアドル   | 1  | 3  |
| メキシコ     | 0  | 3  |
| ペルー       | 0  | 2  |

## 備考
- コパ・リベルタドーレスのテレビ中継開始時、終了時にはベートーヴェンの交響曲第9番『歓喜の歌』が流れる。表彰式の際にも流れている[1]。

- 2010年4月、サッカーゲーム「ウイニングイレブンシリーズ」がゲーム化に関するライセンス契約を締結したと発表した。この時点でコパ・リベルタドーレスのゲーム化は世界初であった。

- 2019年11月、サッカーゲーム「FIFAシリーズ」においてEAとCONMEBOLとの間でライセンス契約を締結したと発表した。

「FIFA 20」で初となるコパ・リベルタドーレスが搭載されることになった。
2020年3月に配信予定の無料アップデートで追加された。ただし、ボカ・ジュニアーズやリーベルプレート、ブラジルの全てのチームが偽名である。(ウイイレは全てフルライセンス。)

## オフィシャルスポンサー
- アムステルビール
- bwin
- コカ・コーラ
- クリプト・ドットコム
- エレクトロニック・アーツ（EAスポーツ）
- 現代自動車
- マスターカード
- マフレ
- TCL
- メルカド・リブレ

### オフィシャルパートナー
- DHL
- パワーエイド
- プーマ
- Absolut Sport
- ユニリーバ

### オフィシャルライセンシー
- パニーニ